# 弓削王
弓削王（ゆげのおおきみ、? - 皇極天皇2年11月17日（644年1月5日））は、飛鳥時代の皇族。山背大兄王の第三王子とされる。

## 生涯
『上宮聖徳法王帝説』によると、厩戸皇子（聖徳太子）の子である山背大兄王と、その異母妹の舂米女王の第三王子とされる。
皇極天皇2年11月1日（643年12月20日）に、大臣の蘇我入鹿の命を受けた巨勢徳多、土師猪手、大伴長徳ら約100名の兵に、斑鳩宮にいた父・山背大兄王と共に襲撃される。『聖徳太子伝補闕記』によれば、癸卯年11月11日（643年12月30日）丙戌亥時に太子子孫を宗我大臣并林臣入鹿が殺し、その6日後の辛卯辰時に大狛法師が斑鳩寺にいた弓削王を殺したという。
これにより上宮王家は滅亡した。